# Фаллопий, Габриеле
Габрие́ле Фалло́пий (Фаллопио, Gabriele Falloppio; Модена, 1523 — Падуя, 1562) — итальянский врач и анатом эпохи Возрождения.
Его семья была знатной, но очень бедной и ему стоило больших трудов получить образование. Чтобы улучшить своё финансовое положение, Фаллопио ушел в священники и в 1542 году стал каноником кафедрального собора Модены. Медицину он изучал в университете Падуи у Везалия и Реальдо Коломбо, и университете Феррары, где в то время была одна из лучших медицинских школ в Европе, был учеником Джованни Баттиста Монте.
Путешествовал по Франции и Греции, Фаллопий занимал кафедру анатомии при университетах в Ферраре, Пизе и Падуе, а в последнем из этих городов состоял в то же время директором знаменитого ботанического сада.
Описал, в частности, полукружные каналы, клиновидные пазухи, тройничный, слуховой и языкоглоточный нервы, канал лицевого нерва, а также маточные трубы, называемые в его честь фаллопиевыми. Свои открытия Фаллопий описал в труде «Opera genuina omnia» (3 тома, Франкфурт, 1600, и Венеция, 1606).